# Veniliornis mixtus
Veniliornis mixtus е вид птица от семейство Picidae.

## Разпространение
Видът е разпространен в Аржентина, Боливия, Бразилия, Парагвай и Уругвай.